# Józef Tracz
Józef Tracz (n. 1 septembrie 1964, Żary, Voievodatul Lubusz, Polonia) este un luptător ce a reprezentat Polonia, medaliat olimpic. A participat la 3 ediții ale Jocurilor Olimpice (1988, 1992, 1996) în care a câștigat o medalie de argint și două medalii de bronz.